# Saint-Laurent-du-Cros
Saint-Laurent-du-Cros ist eine französische Gemeinde im Département Hautes-Alpes in der Region Provence-Alpes-Côte d’Azur. Sie gehört zum Kanton Saint-Bonnet-en-Champsaur im Arrondissement Gap. 
Sie grenzt im Norden an Saint-Bonnet-en-Champsaur und Saint-Julien-en-Champsaur, im Osten an Forest-Saint-Julien, im Süden und Südwesten an Gap und im Westen an Laye.

## Bevölkerungsentwicklung
| Jahr      | 1962 | 1968 | 1975 | 1982 | 1990 | 1999 | 2008 | 2018 |
| --------- | ---- | ---- | ---- | ---- | ---- | ---- | ---- | ---- |
| Einwohner | 456  | 412  | 351  | 320  | 332  | 421  | 528  | 533  |

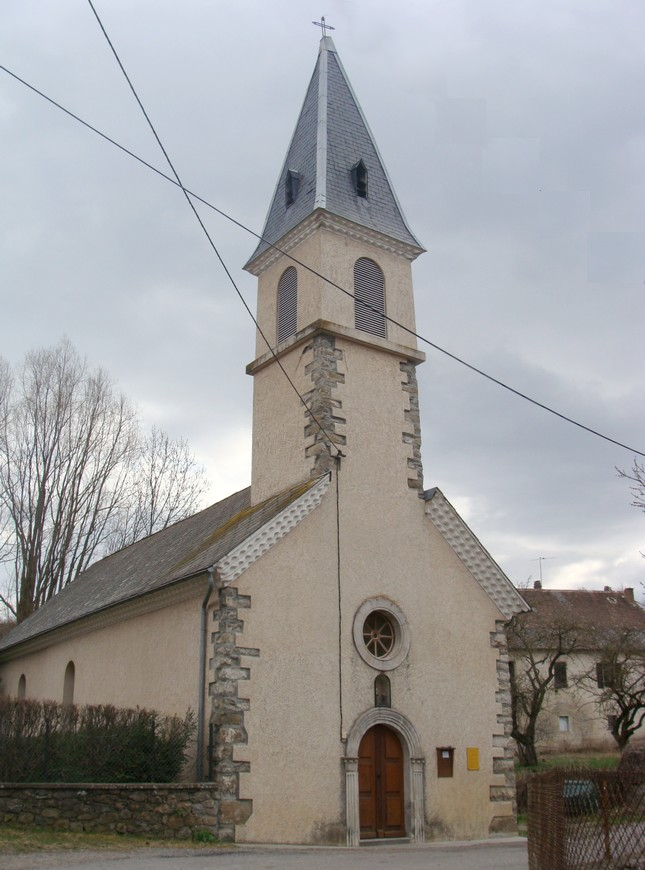
Kapelle Sainte-Marie-l’Égyptienne
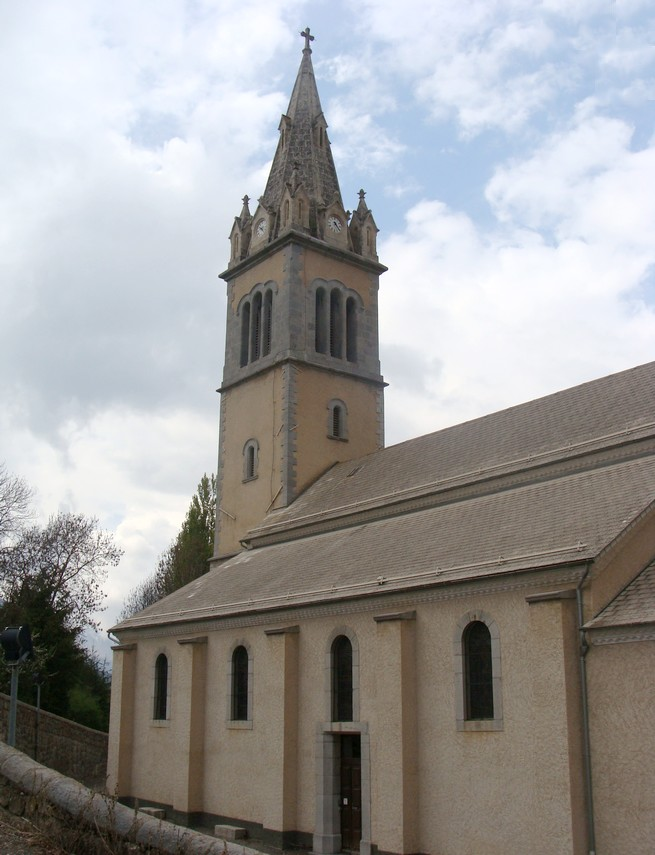
Kirche Saint-Laurent
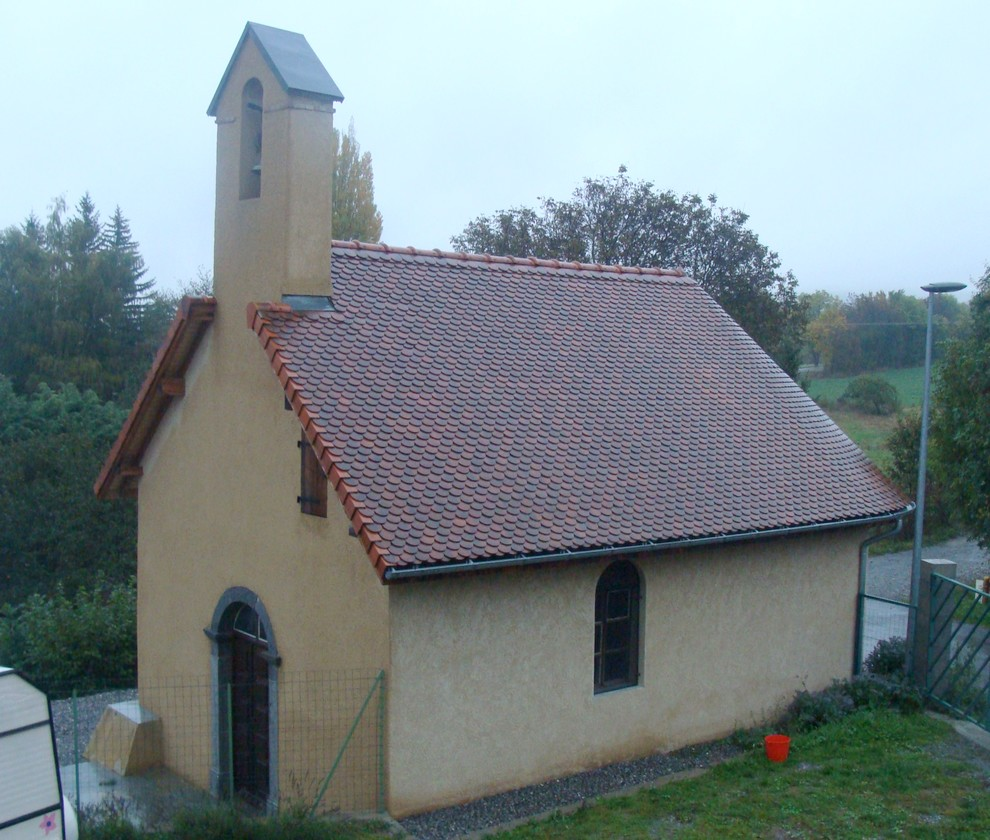
Kapelle Saint-Roch aus dem Jahr 1838